# Dumont
Dumont je priimek več oseb:
- André Dumont, belgijski geolog in pedagog
- Jules Dumont d'Urville, francoski kontraadmiral in raziskovalec
- Paul-Ernest Dumont-Fillon, francoski general